# アイリーン・チェイケン
アイリーン・チェイケン（Ilene Chaiken、1957年6月30日 - ）は、アメリカ合衆国のテレビプロデューサー・テレビ監督・脚本家。リトルチキンプロダクションの創業者。ペンシルバニア州出身。
テレビドラマシリーズ『Lの世界』（Showtime）の共同原案者・共同脚本家・エグゼクティブプロデューサーとして知られており、『Empire 成功の代償』（FOXテレビ）や『ハンドメイズ・テイル/侍女の物語』（Hulu）などのエグゼクティブプロデューサーを務めた。

## 生い立ち
ペンシルバニア州エルキンス・パークのユダヤ系家庭に生まれた。
ロードアイランド・スクール・オブ・デザインで学び、1979年にグラフィックデザインの学士号を取得して卒業。

## キャリア
クリエイティブ・アーティスト・エージェンシーのエージェント・トレイニーとしてキャリアをスタートさせ、アーロン・スペリングとクインシー・ジョーンズ・エンターテインメントのエグゼクティブとして活動。
1988年には、テレビシリーズ『ベルエアのフレッシュ・プリンス』のコーディネート・プロデューサーや映画『サティスファクション』のアソシエイト・プロデューサーを務めた。その後、映画『バーブ・ワイヤー/ブロンド美女戦記』（1996年）、テレビ映画『ダーティ・ピクチャー 禁断の写真』（2000年）、『Damaged Care』（2002年）の脚本を執筆。『ダーティ・ピクチャー 禁断の写真』は第58回ゴールデングローブ賞ミニシリーズ/テレビ映画部門作品賞を受賞した。
2004年には、レズビアン女性としての自身の経験を基に、ロサンゼルスのLGBTコミュニティーを描いたテレビドラマ『Lの世界』（Showtime）を共同制作。2009年まで計6シーズンが制作される人気シリーズとなった。2008年に『The Farm』と題した『Lの世界』のスピンオフドラマを企画し、チェイケンが女子刑務所を舞台としたパイロット版脚本を執筆していたが、Showtimeはこのシリーズを購入しなかった。
自身がエグゼクティブ・プロデューサーを務めた『ハンドメイズ・テイル/侍女の物語』が動画配信サービスHuluのオリジナルドラマとして配信されている。また、テレビドラマ『Empire 成功の代償』（FOXテレビ）のショーランナーも務めた。
2019年1月、Showtimeが『Lの世界』の続編のフルシーズンを購入したことを発表。オリジナルシリーズの10年後を舞台とした本作は『Lの世界 ジェネレーションQ』と題され、2019年12月8日から放送された。

## 私生活
レズビアンであることを公表しており、2013年にウォルト・ディズニー・カンパニーの元副社長であるルーアン・ブリックハウスと結婚した。
元パートナーのイギリス人建築家ミッジ・フッドとの間に双子の娘がいる。

## フィルモグラフィ

### 映画
| 公開年 | 邦題 原題                                      | 役職                         | 備考       |
| ------ | ---------------------------------------------- | ---------------------------- | ---------- |
| 1988   | サティスファクション Satisfaction              | アソシエイト・プロデューサー |            |
| 1996   | バーブ・ワイヤー/ブロンド美女戦記 Barb Wire    | 原案 / 共同脚本              |            |
| 2000   | ダーティ・ピクチャー 禁断の写真 Dirty Pictures | 脚本                         | テレビ映画 |
| 2002   | Damaged Care                                   | 脚本                         | テレビ映画 |

### ドラマシリーズ
| 放映年    | 邦題 原題                                              | 役職                                                            | 備考           |
| --------- | ------------------------------------------------------ | --------------------------------------------------------------- | -------------- |
| 1991-1992 | ベルエアのフレッシュ・プリンス Fresh Prince of Bel Air | プロデューサー                                                  |                |
| 2004-2009 | Lの世界 The L Word                                     | 共同原案 / エグゼクティブ・プロデューサー / 共同監督 / 共同脚本 |                |
| 2010-2012 | The Real L Word                                        | 企画 / プロデューサー                                           | リアリティ番組 |
| 2015-2020 | Empire 成功の代償 Empire                               | エグゼクティブ・プロデューサー                                  |                |
| 2017-     | ハンドメイズ・テイル/侍女の物語 The Handmaid's Tale    | エグゼクティブ・プロデューサー                                  | Huluドラマ     |
| 2019-     | Lの世界 ジェネレーションQ The L Word: Generation Q     | 共同原案 / エグゼクティブ・プロデューサー                       |                |
| 2021      | Law & Order: Organized Crime                           | エグゼクティブ・プロデューサー                                  |                |

## 受賞歴
| 年度 | 受賞                           | 部門                                  | 作品                                  | 結果       |
| ---- | ------------------------------ | ------------------------------------- | ------------------------------------- | ---------- |
| 1997 | 第17回ゴールデンラズベリー賞   | 最低脚本賞                            | 『バーブ・ワイヤー/ブロンド美女戦記』 | ノミネート |
| 2000 | 第58回ゴールデングローブ賞     | 作品賞（ミニシリーズ/テレビ映画部門） | 『ダーティ・ピクチャー 禁断の写真』   | 受賞       |
| 2008 | 第20回GLAADメディア賞          | 審査員特別賞                          | 『Lの世界』                           | 受賞       |
| 2017 | 第69回プライムタイム・エミー賞 | 最優秀ドラマシリーズ作品賞            | 『ハンドメイズ・テイル/侍女の物語』   | 受賞       |
| 2017 | PGAアワード2017                | 最優秀エピソードプロデューサー賞      | 『ハンドメイズ・テイル/侍女の物語』   | 受賞       |
| 2017 | 全米脚本家組合賞               | ドラマシリーズ賞                      | 『ハンドメイズ・テイル/侍女の物語』   | 受賞       |
| 2017 | 全米脚本家組合賞               | 新作シリーズ賞                        | 『ハンドメイズ・テイル/侍女の物語』   | 受賞       |
| 2018 | 第70回プライムタイム・エミー賞 | ドラマシリーズ作品賞                  | 『ハンドメイズ・テイル/侍女の物語』   | ノミネート |
| 2018 | PGAアワード2018                | エピソードプロデューサー賞            | 『ハンドメイズ・テイル/侍女の物語』   | ノミネート |
| 2018 | 全米脚本家組合賞               | ドラマシリーズ賞                      | 『ハンドメイズ・テイル/侍女の物語』   | ノミネート |